# Aserbaidschanisch-russische Beziehungen
Die Beziehungen zwischen der Republik Aserbaidschan und der Russischen Föderation sind aufgrund der gemeinsamen sowjetischen Geschichte sehr eng. Speziell für Aserbaidschan sind sie von hoher Bedeutung. Die aserbaidschanische Außenpolitik hat vor allem das Ziel, die Unabhängigkeit des Landes gegenüber Russland zu behaupten. Russland versucht hingegen, seinen Einfluss im Südkaukasus auszuweiten und zu konsolidieren.

## Beschreibung
Seit die Region um Baku im Gefolge des Vertrag von Golestan an Russland gefallen ist und bis zum Ende der Sowjetunion hat Russland die Herrschaft über Aserbaidschan ausgeübt, was aus aserbaidschanischer Sicht einer zweihundertjährigen russischen Kolonialherrschaft gleichkommt. Die Einflüsse des sowjetischen Kommunismus auf die aserbaidschanische Gesellschaft sind bleibend.
Bereits vor dem Zerfall der Sowjetunion hat Russland die Kontrolle über den Kaukasus vorübergehend verloren, ganz besonders über Aserbaidschan, das enge ethnische Verbindungen in die Türkei und in den Iran hat. Die gewaltsame Niederschlagung von Protesten in Tbilisi (9. April 1989) und Baku (20. Januar 1990) verstärkten die Entfremdung von der Sowjetunion. Trotzdem verfolgte der erste Präsident des Landes Ayaz Mütəllibov nach seiner Unabhängigkeitserklärung eine pro-sowjetische bzw. pro-russische Politik. Kurz nach der Auflösung der Sowjetunion war Russland für die früheren Sowjetrepubliken jedoch kein attraktiver Partner, während sich in Baku ein neuer Staat etablieren musste.
Mütəllibovs Nachfolger Əbülfəz Elçibəy verfolgte eine erratische, anti-russische, pro-türkische und pro-westliche Politik. Er betrachtete Russland als Gefahr für die Unabhängigkeit Aserbaidschans, weil seit etwa 1993, als sich der russische Staat konsolidiert hatte, Russland versuchte, den Südkaukasus in seinem eigenen Einflussbereich zu halten. Russland, das zu Zeiten der Sowjetunion im Bergkarabachkonflikt noch Aserbaidschan unterstützt hatte, stellte sich nun auf die Seite Armeniens. Im November 1993 beschloss Moskau, dass Russland in den Ländern der Gemeinschaft Unabhängiger Staaten militärisch präsent sein soll und dass die Außengrenzen der GUS von russischem Militär bewacht sein sollten. Aserbaidschan lehnte dies ab, das russische Militär verließ Aserbaidschan größtenteils bis 1992. Seit 1999 will Russland darüber hinaus die Ausbreitung demokratisch gesinnter Regierungen in seiner Einflusssphäre, als die sie die frühere Sowjetunion betrachtet, verhindern. Russland hat Aserbaidschan mehrmals angeboten, den Bergkarabachkonflikt zu lösen, wenn Aserbaidschan im Gegenzug in die russische Sicherheitsarchitektur eintritt, was die Unabhängigkeit des Landes deutlich beschneiden würde. Es ist unwahrscheinlich, dass Aserbaidschan dieses Angebot jemals akzeptieren wird.
Im Jahre 1993 stürzte eine Rebellion, die Surət Hüseynov anführte, die Regierung der Volksfront Aserbaidschans und Staatspräsident Elçibəy, nachdem die abziehende russische Armee (104. Luftlandebrigade) ihm ihre Waffen überlassen hatte. Heydər Əliyev verhinderte, dass Hüseynov die Macht ergreift und setzte sich selbst an die Spitze des Staates. Əliyev führte zwar, die von Russland gewünscht, Aserbaidschan in die Gemeinschaft Unabhängiger Staaten, nicht zuletzt deshalb, weil es im Krieg mit Armenien kurz vor einer Niederlage stand. Er wollte mit Moskau aber über eine Stationierung russischer Truppen nur nach der Lösung des Bergkarabachkonfliktes sprechen, wozu es nie gekommen ist – Russland entglitt die Kontrolle über Aserbaidschan immer mehr. Russische Versuche, bei nicht-aserbaidschanischen Ethnien Unfrieden zu stiften, hatten nur begrenzte Wirkung, so dass der ethnische Aspekt für Russland als Hebel für Einflussnahme ausschied.
Əliyevs Strategie war es, die Unabhängigkeit Aserbaidschans mit Hilfe seiner Energievorkommen abzusichern. Der Export von Erdöl und Erdgas sollte nicht nur die Staatskasse füllen, sondern auch das Interesse des Westens an Aserbaidschan und seiner Eigenständigkeit stärken. Vom Jahrhundertvertrag um die Ausbeutung aserbaidschanischer Öl- und Gasvorkommen schloss Aserbaidschan russische Firmen demonstrativ aus, was für Russland ein Schlag ins Gesicht war. Nur wenige Tage nach Unterzeichnung des Jahrhundertvertrages scheiterte ein neuerlicher Putschversuch von Hüseynov. Hüseynov fand in der letzten verbliebenen Militärbasis Russlands Zuflucht, danach verlor Russland sämtlichen militärischen Einfluss auf Aserbaidschan. Das einzige Mittel, mit dem Russland noch Kontrolle über Aserbaidschan ausüben konnte, war die Baku-Novorossijsk-Pipeline, durch die aserbaidschanisches Öl in Richtung Westen exportiert werden konnte.
Als Russland im Jahre 1994 in Tschetschenien einmarschierte und daran scheiterte, die kleine abtrünnige Republik und die durch Tschetschenien laufende Baku-Novorossijsk-Pipeline unter ihre Kontrolle zu bekommen, orientierte sich Aserbaidschan wie auch Georgien, Usbekistan und später Armenien stärker in Richtung Westen. Ab 1998 dachte Aserbaidschan wie auch sein Nachbar Georgien über einen Beitritt zur NATO nach, Aserbaidschan überlegte sogar, NATO-Stützpunkte auf seinem Staatsgebiet zuzulassen. Außerdem wurde durch den Tschetschenienkrieg die Baku-Tiflis-Ceyhan-Pipeline trotz hoher Kosten machbar; im Jahre 1998 unterschrieben fünf Präsidenten in Ankara eine Erklärung, die den Bau der Pipeline vorsah.
Dank der Baku-Tiflis-Ceyhan-Pipeline und der Südkaukasus-Pipeline hat Russland, anders als in zahlreichen anderen Nachfolgestaaten der Sowjetunion, kein Monopol über Energieanlagen in Aserbaidschan. Dies bedeutet energie- und außenpolitische Unabhängigkeit für Aserbaidschan und Georgien; so zog Aserbaidschan sich im Jahre 1999 aus der von Russland geführten Organisation des Vertrags über kollektive Sicherheit zurück. Gemeinsame Pläne Turkmenistans und Aserbaidschans, eine Trans-Kaspische Pipeline zu bauen, stößt in Moskau auf starke Ablehnung. Russland warnte, dass das Ignorieren seiner Position in ein Szenario wie in Georgien 2008 enden könnte.
Mit Beginn der Ära Putin in Russland verbesserten sich die Beziehungen zwischen Aserbaidschan und Russland. Aserbaidschan stellte seine Unterstützung für die Tschetschenen ein, die zwei Staaten einigten sich über eine Grenzziehung im Kaspischen Meer. Ein nicht zu unterschätzender Grund für die besseren Beziehungen und die relative Unabhängigkeit Aserbaidschans von Russland ist die KGB-Vergangenheit der beiden Staatspräsidenten Wladimir Putin und Heydər Əliyev, was für eine gute Kommunikationsbasis sorgt. Əliyev hatte im KGB jedoch den Generalsrang, Putin war nur Oberstleutnant. Darüber hinaus standen in der Mitte der 2000er Jahre der Westen und die Türkei der Diktatur, die Əliyev errichtete, wenig offen gegenüber, während Putin etwas später einen Staat in ähnlichem Stil errichtete. Im Bergkarabachkonflikt unterstützte Russland jedoch weiterhin Armenien; russische Friedenstruppen lehnt Aserbaidschan jedoch ab. Der Forderung Russlands, keine Pipelines an russischem Territorium vorbei zu bauen, kam Aserbaidschan nicht nach. Als Russland nach dem Aus für die Nabucco-Pipeline forderte, Aserbaidschan solle sein gesamtes Gas an Russland verkaufen, lehnte Əliyev mit den Worte ab, dass er es entweder direkt in den Westen verkauft oder im Boden belässt. Auch außenpolitisch vertritt Aserbaidschan andere Positionen als Moskau: Es verhielt sich neutral beim russischen Einmarsch in Georgien und bezeichnete den umstrittenen Sieg des russlandorientierten Wiktor Janukowytsch bei der Präsidentschaftswahl in der Ukraine 2004 als illegitim.
Nach dem Beginn des russischen Überfalls auf die Ukraine blieb Aserbaidschan der Abstimmung darüber in der Generalversammlung fern. Von 2022 bis 2025 ließ İlham Əliyev der Ukraine mindestens zehn humanitäre Hilfslieferungen zukommen (darunter 50 Ersatzkraftwerke und 45 Transformatoren), womit sich Əliyev gegen die Versuche Russlands positionierte, die Ukraine zu zerstören. Mit den Vorgängen um den Azerbaijan-Airlines-Flug 8243 am 25. Dezember 2024, einer im Juni 2025 erfolgten Massenverhaftung ethnischer Aserbaidschaner in Jekaterinburg, infolgedessen Aserbaidschan den russischen Botschafter einbestellte, sowie einer Razzia beim russischen Auslandssender Sputnik in Baku im selben Monat, verschlechterten sich die Beziehungen beider Staaten.
An der Verbesserung der Armenisch-aserbaidschanischen Beziehungen im Jahr 2025 hatte Russland keinen Anteil.